# 守屋淳
守屋 淳（もりや あつし、1965年 - ）は、日本の評論家。守屋洋の子であり、父との共著も多い。

## 来歴
東京都に生まれる。早稲田大学第一文学部卒業。大手書店勤務ののち、独立して中国文化評論家になる。2018年4月から9月まで、トロント大学倫理研究センター客員研究員を務めた。

## 著書
- 『最強の孫子 「戦い」の真髄』日本実業出版社 2001
- 『人物鑑定法 中国三千年の知恵に学ぶ』PHP研究所 2002
- 『活かす論語 人生に・経営に・思索に』日本実業出版社 2003
- 『孫子とビジネス戦略 成功し続けるリーダー、企業は何を考えているのか』東洋経済新報社 2004
- 『逃げる「孫子」』青春出版社プレイブックスインテリジェンス）2004
- 『孫子・戦略・クラウゼヴィッツ その活用の方程式』プレジデント社 2007　のち日経ビジネス人文庫
- 『「勝ち」より「不敗」をめざしなさい』講談社 2009
- 『「論語」に帰ろう』平凡社新書 2009
- 『心をほぐす老子・荘子の教え』日本実業出版社 2009
- 『超要点解説とキーワードでわかる・使えるクラウゼヴィッツの戦略』ソフトバンククリエイティブ 2010
- 『中国古典の名言200 名経営者を救った』日経BP社 2011
- 『ビジネス教養としての『論語』入門』日本経済新聞出版社 2011
- 『20代の"生きる武器"中国古典の言葉』三笠書房 2012
- 『図解最高の戦略教科書孫子』日本経済新聞出版社 2014
- 『組織サバイバルの教科書韓非子』日本経済新聞出版社 2016
- 『もう一つの戦略教科書『戦争論』』2017 中公新書ラクレ
- 『〈図解〉ビジネスに絶対使える!『論語』入門 日本人の「考え方の基本」を知れば、仕事と人生が楽しめる、やりがいが湧き出る!』PHP研究所 2017

### 共編著・監修
- 『孫子 呉子』（全訳「武経七書」 1）守屋洋共訳 プレジデント社 1999
- 『司馬法 尉繚子 李衛公問対』（全訳「武経七書」 2）守屋洋共訳 プレジデント社 1999
- 『六韜・三略』（全訳「武経七書」 3）守屋洋共訳 プレジデント社 1999
- 『人、一日に百戦す 中国兵書名言選』守屋洋共編著 プレジデント社 2000
- 『中国古典の名言録』守屋洋共著 東洋経済新報社 2001
- 『最強!戦略書徹底ガイド』有坪民雄共著 ソフトバンククリエイティブ 2005 「戦略の名著!最強43冊のエッセンス」講談社+α文庫
- 『菜根譚の名言ベスト100』守屋洋共著 PHP研究所 2007
- 『孫子の名言ベスト100』守屋洋共著 PHP研究所 2007
- 『心がスーッとなる老子の言葉』監修、成美文庫 2010
- 渋沢栄一『論語と算盤 現代語訳』2010 ちくま新書
- 『渋沢栄一の「論語講義」』編訳 2010 平凡社新書
- 『渋沢栄一自伝 現代語訳 「論語と算盤」を道標として』編訳 2012 (平凡社新書
- 『渋沢栄一「論語と算盤」と現代の経営』編著,渋沢栄一記念財団監修 日本経済新聞出版社 2013
- 『クイズで学ぶ孫子 最高の戦略教科書 実践編』田中靖浩共著 日本経済新聞出版社 2014
- 安田善次郎『意志の力 現代語訳』2014 星海社新書
- 『アミオ訳孫子 漢文・和訳完全対照版』監訳・注解,臼井真紀訳 2016 ちくま学芸文庫